# Муторина, Любовь Евгеньевна
Любовь Евгеньевна Муторина (23.10.1900, Ивановская область — 10.08.1987) — звеньевая колхоза им. Калинина Пучежского района Ивановской области.

## Биография
Родилась 23 октября 1900 года в деревне Хмелеватово Пучежского района Ивановской области в крестьянской семье. Русская. С 12 лет «зарабатывала на кусок хлеба» — сначала надомницей в строчевой артели, затем чесальщицей на пучежской льнофабрике.
В 1920 году вернулась в деревню. Одной из первых вступила в сельхозартель, позднее колхоз им. Калинина. Сельхозартель имела семеноводческое направление и специализировалось на производстве льна — наиболее трудоёмкой культуры в регионе. В годы войны получила похоронку на мужа, одна вырастила четверых детей. Со временем возглавила льноводческое звено.
Весной 1949 года звено Любови Муториной включилось в областное соревнование за высокий урожай льна. Многолетний опыт работы со льном, хорошее знание особенностей каждого поля, исключительное трудолюбие помогли справиться с заданием. В ту осень на полях колхоза им. Калинина был собран особенно высокий урожай.
Указом Президиума Верховного Совета СССР от 9 июня 1950 года Муториной Любови Евгеньевне присвоено звание Героя Социалистического Труда с вручением ордена Ленина и золотой медали «Серп и Молот».
Продолжала работать в своем колхозе, ставшим колхозом им. Ленина. С 1950 года пять раз избиралась депутатом областного Совета. Участница ВДНХ. В 1966 году вышла на пенсию. Жила в родной деревне. Скончалась 10 августа 1987 года. Похоронена на кладбище деревни Дубново.
Награждена орденом Ленина, медалями, а также медалями ВДНХ.